# Sarah McLachlan
Sarah Ann McLachlan (Halifax, 1968. január 28. –) kanadai rock/pop énekesnő. Legismertebb dala az „Angel”.

## Élete
1968. január 21-én született a Új-Skócia állambeli Halifax-ben. Örökbefogadott családban nőtt fel. Már négy éves korában az ukulelén játszott, majd ezt követően zongorázni, énekelni és klasszikus gitározni tanult a Maritime Zenekonzervatóriumban. 17 éves korában egy rövid életű, ismeretlen rock együttest alapított, "The October Game" néven. Az iskolai évkönyve is megjósolta, hogy híres rocksztár lesz.
Az October Game első koncertje után a "Moev" nevű elektronikus zenei együttes egyik tagja lemezszerződéshez juttatta Sarah-t a Nettwerk kiadóval. McLachlan szülei azonban azt szerették volna, hogy kislányuk tanuljon még, a Nova Scotia College of Art and Design iskolában. Leszerződött a Nettwerk kiadóhoz, majd Sarah Vancouverbe költözött.
1994-ben egy Uwe Vandrei nevű megszállott rajongó beperelte McLachlan-t, a "Possession" című dal miatt, a dal ugyanis Vandrei leveleiről szóltak, amelyeket az énekesnőnek küldött. Az ügy bíróságra került, azonban Vandrei öngyilkosságot követett el, még a tárgyalás megkezdése előtt.
Sarah első nagylemeze 1988-ban jelent meg, Touch címmel. Ez az album és az 1991-ben megjelentetett "Solace" albumok még a folk-rock stílus jegyében születtek, ellentétben a későbbi lemezekkel, amelyek a pop vagy rock stílusokban játszódnak. A lemezt később az Arista Records is megjelentette, Sarah ugyanis ahhoz a kiadóhoz szerződött le a későbbiekben.
McLachlan 1991-ben ért el sikereket a Solace albummal, ekkor lett népszerű Kanadában. A világ-hírnevet azonban az 1993-as "Fumbling Towards Ecstasy" lemez hozta meg neki, ezen szerepelt a Possession című dal is. A neves zenei oldalak mind pozitív értékelésekkel jutalmazták, illetve a Billboard 200-as listán az ötvenedik helyet érte el. Az RPM magazin "Canada Top Albums" listáján pedig az ötödik helyet szerezte meg.
Darryl Neudorf zenész 1993-ban beperelte McLachlan-t és a Nettwerk kiadót, ugyanis Neudorf jelentősen közreműködött a Touch és a Solace lemezeken is, ennek ellenére nincs megemlítve a neve az albumon, illetve nem kapott elég fizetést a Solace-en végzett munkájáért. A bíróság Neudorf oldalán állt.
A Fumbling Towards Ecstasy után Sarah sikere folytatódott negyedik albumával, a Surfacing-gel, amelyen az Angel című dal is szerepel. Az RPM magazin listáján az első helyet érte el, míg a Billboard 200-as listán a második helyet szerezte meg. McLachlan diszkográfiája összesen kilenc nagylemezt, három koncertalbumot, hét válogatáslemezt, három EP-t és három remix albumot tartalmaz. Három Grammy-díjat is nyert: egyet az "I Will Remember You" daláért, egyet a "Building a Mystery" című számáért és egyet a "Last Dance" dalért.

## Diszkográfia
- Touch (1988)
- Solace (1991)
- Fumbling Towards Ecstasy (1993)
- Surfacing (1997)
- Afterglow (2003)
- Wintersong (2006)
- Laws of Illusion (2010)
- Shine On (2014)
- Wonderland (2016)

## Egyéb kiadványok
Koncertalbumok
- Mirrorball (2009)
- Afterglow Live (2004)
- Mirrorball: The Complete Concert (2006)

Válogatáslemezek
- Rarities, B-Sides and Other Stuff (1996)
- iTunes Originals – Sarah McLachlan (2005)
- Rarities, B-Sides and Other Stuff Volume 2 (2008)
- Closer: The Best of Sarah McLachlan (2008)
- The Essential (2013)
- The Box Set Series (2015)
- The Classic Christmas Album (2015)

Remix albumok
- The Freedom Sessions (1994)
- Remixed (2001)
- Bloom: Remix Album (2005)

EP-k
- Live (1992)
- Live Acoustic (2004)
- Live from Etown 2006: Christmas Special (2006)